# Telaris
Telaris, Telia Fastigheter Telaris AB, var ett bolag inom Telia med uppgift att äga, driva och förvalta alla Telias, tidigare Televerkets, fastigheter. I oktober 1997 fattade Telia beslutet att sälja alla fastigheter efter att man valt att avstå från att börsnotera Telaris.
Köpare var ett internationellt  konsortium bestående av Bankers Trust, Crown NorthCorp, Deutsche Bank och SPP. Konsortiet skulle köpa 370 fastigheter för 5,1 miljarder kronor.
Företagsnamnet Telaris registrerades 9 december 1988 men aktiverades inte förrän 3 december 1991. Telia hade i slutet av 1990-talet för avsikt att gå samman med Telenor. Hade detta blivit verklighet hade det nya företaget övertagit namnet Telaris. 
Den 15 juni 2009 beslutades att företaget skulle träda i likvidation .